# Floss
Floss är en köping (Markt) i Landkreis Neustadt an der Waldnaab i Regierungsbezirk Oberpfalz i förbundslandet Bayern i Tyskland.  Floss har cirka 3 400 invånare.

### Webbkällor
- ”Markt Floss” (på tyska). Arkiverad från originalet den 18 december 2012. https://www.webcitation.org/6D0oikigD?url=http://www.floss.de/. Läst 18 december 2012.